# Parafia św. Urszuli Ledóchowskiej w Gdyni
Parafia pw. Świętej Urszuli Ledóchowskiej w Gdyni – parafia rzymskokatolicka usytuowana w dzielnicy Chwarzno w Gdyni. Należy do dekanatu Gdynia-Śródmieście, który należy z kolei do archidiecezji gdańskiej.
Obecnym proboszczem parafii jest ks. Marek Brudzisz.

## Historia
- 21 lipca 1984 r. – ustanowienie parafii